# هوپر (یوتا)
هوپر (به انگلیسی: Hooper) شهری در ایالت یوتا کشور ایالات متحده آمریکا است که جمعیت آن در سرشماری سال ۲۰۱۰ میلادی، ۷٬۲۱۸ نفر بوده‌است.